# Síndrome de Destrucción Vertebral
El Síndrome de Destrucción Vertebral, descrito por primera vez por el Dr. Armando Alpizar Aguirre y su equipo en 2007, engloba diversas patologías que causan alteraciones en la estructura de la columna vertebral, causando deformidades y afectaciones neurológicas o mecánicas. Esta descripción surge ante la necesidad de contar con una estrategia diagnóstica eficiente para hacer el diagnóstico temprano y oportuno de esta patología, debido a su etiología tan diversa. Entre sus causas se encuentran las infecciosas, tumorales y trastornos metabólicos.El diagnóstico, que a menudo no es concluyente, sigue un proceso que incluye un diagnóstico topográfico, sindrómico, etiológico y diferencial. Este enfoque busca sistematizar el abordaje de estas patologías, permitiendo un tratamiento más rápido y preciso. Aunque comparten características, cada enfermedad tiene sus particularidades, lo que hace necesario utilizar estudios de imagen específicos para cada caso. Un diagnóstico adecuado es fundamental para mejorar el pronóstico del paciente y su tratamiento.

## Causas
Este síndrome tiene una patogénesis múltiple, con tres causas principales que provocan modificaciones en la estructura de la columna y defectos en el volumen de los cuerpos vertebrales. 
Entre las causas más frecuentes de destrucción vertebral se encuentran las infecciosas, provocadas por patógenos como bacterias (Staphylococcus aureus, Pseudomonas aeruginosa, Brucella), micobacterias (Mycobacterium tuberculosis) y, más recientemente, se ha detectado la relación con el grupo micótico (Cándida Albicans y Aspergillus), siendo S. Aureus el más prevalente, llegando a alcanzar un 50-60%.
La etiología tumoral es derivada de lesiones o metástasis en la columna vertebral, siendo comunes el mieloma múltiple, plasmocitoma, osteoblastoma, osteoma osteoide, linfoma, sarcoma de Ewing, hemangioma, tumor de células gigantes y neuroblastoma, con diseminación a través de la vía linfática o hematógena. Además, otras neoplasias que con más frecuencia se extienden a la columna vertebral son las de pulmón, mama, próstata y riñón.
Por último, la etiología metabólica está relacionada con afecciones endocrinas como osteoporosis, osteomalacia, enfermedad de Paget y, en menor medida pero observada en algunos pacientes, falla renal crónica. 

## Fisiopatología
La destrucción de los cuerpos vertebrales dado por las diferentes causas, tiene cambios bioquímicos y estructurales propios,  llevando a la pérdida de la forma del disco debido a una disminución en la síntesis de proteoglicanos que da una pérdida de agua de la matriz extracelular en el núcleo pulposo (adquiriendo consistencia fibrosa),  dando un aumento en la degradación de las proteínas que ayudan a la nutrición de las vértebras (y puede llevar a apoptosis y muerte celular), y una alteración en el colágeno que es la proteína  más abundante dentro de la matriz discal (adquiriendo forma delgada).

### Infecciosa
La destrucción vertebral por patógenos no engloba solo el tejido subyacente, sino que involucra el cuerpo vertebral, provocando un proceso inflamatorio que lleva a un aumento de volumen. 
La diseminación se da a través de 3 principales vías, hematógena, inoculación directa y por dispersión de contigüidad dentro de los tejidos.
- La hematógena es la vía más común, siendo diferente en población adulta e infantil, provocando en niños una vascularización del disco sin algún compromiso óseo, y en adultos la diseminación se da alrededor de la placa vertebral sin algún compromiso del disco o de vértebras vecinas. Diversas teorías mencionan que la vía hematógena tiene dos focos, uno venoso (relacionado con el retorno de los plexos venosos pélvicos y peri vertebrales) y una arterial (por conexiones arteriales que se encuentren lo más cercanas a la placa vertebral).[5]

- La vía de inoculación directa se da más por técnicas realizadas para diagnósticos, como punción lumbar o algún tipo de infiltración.[5]

- La vía de dispersión por contigüidad a los tejidos es la menos frecuente, pero se puede dar por patologías como rotura esofágica, abscesos retrofaríngeos o alguna escara sacra. [5]

### Tumoral
Es dada por metástasis y tumores primarios propios de la columna vertebral, o de su vecindad, como tejido neural, costillas, o musculatura paravertebral. 
Esta ocurre en su mayoría por diseminación hematógena, aunque también se puede por vía linfática, comienza con la invasión a la pared arterial a nivel del tumor, provocando que algunas células neoplásicas tengan entrada al torrente sanguíneo, al entrar se adhieren, y se predisponen para poder cruzar la barrera hematoencefálica (cubierta por endotelio fenestrado y uniones de oclusión que recubren la microvasculatura cerebral), la cual tiene función de limitar el paso a cualquier célula o macromolécula dañina. 
Al conferir una ruptura de esta barrera, es imposible no permitir la entrada de muchos microorganismos, drogas y células neoplásicas. La ruptura de la barrera y la entrada de las células se da por dos vías, una transcelular, y una paracelular (por la destrucción de las uniones del endotelio y expresión de mediadores de la inflamación y proteasas). 
Una vez dentro de la microvasculatura se extravasan a los tejidos y cuerpos vertebrales, teniendo en cuenta que estas pueden proliferar a órganos y tejidos cercanos. 

### Metabólica
Las enfermedades metabólicas óseas que se dan como resultado de cambios en el metabolismo del calcio, dañan a la columna vertebral debido a la disminución de la masa ósea, y modificaciones en la microarquitectura del tejido óseo, provocando que el hueso esponjoso que posee debe resistir cargas axiales de manera aislada durante la postura o movimiento. El desequilibrio es principalmente entre la resorción y formación ósea. Un ejemplo de esto es la osteoporosis. 
Por otro lado, la osteomalacia se debe a una deficiencia mineral primaria de la matriz ósea que hace al hueso "blando" y puede causar su deformación. La osteomalacia difiere de la osteoporosis, en la cual la masa ósea es deficiente, pero la mineralización ósea es normal, del mismo modo, puede tener manifestaciones clínicas similares. Sin embargo, la calidad ósea y los datos serológicos tendrán diferencias significativas.
Finalmente, la  enfermedad de Paget es una patología formativa de una cantidad excesiva de contenido óseo, sin embargo este será de una calidad insuficiente a la necesaria, provocando síntomas a causa de compresión del saco dural y los elementos nerviosos qué la acompañan.

## Manifestaciones clínicas
Debido a que el síndrome de destrucción vertebral se considera como una patología de etiología múltiple, regularmente los pacientes presentan una evolución insidiosa y es común el retraso entre el inicio de los síntomas, siendo los más frecuentes el dolor y el déficit motor y sensitivo, propios del segmento de la columna afectado.
Dado que engloba diferentes patologías, podemos encontrar:

### Infecciosas
Cuando se trata de una infección bacteriana encontramos una presentación clínica en el 90% de los casos por dolor a nivel cervical y/o dorsolumbar, siendo el Staphylococcus aureus el responsable de casi 60% de las infecciones espinales. En el caso de ser debido a hongos referirán los pacientes un dolor subagudo.

### Tumorales
Los síntomas generales serán la primera pauta en el momento de sospechar en un síndrome de destrucción vertebral secundaria a tumores malignos; la lumbalgia será un síntoma presente en aproximadamente en 90% de los pacientes; los síntomas sistémicos serán la segunda pauta a considerar junto con la pérdida de peso, fatiga y fiebre.

### Metabólicas
Muestran un cuadro clínico asociado con la pérdida de masa ósea, descenso de la talla, dolor dorsal o lumbar persistente y aumentado a la bipedestación o presión intratorácica y disminuyendo al reposo.

## Diagnóstico
La afectación de la columna vertebral, que engloba diversas condiciones que provocan inestabilidad tanto mecánica como neurológica en la espalda, requiere una variedad extensa de pruebas diagnósticas, desde análisis de laboratorio como electroforesis e inmunológicos, hasta pruebas de imagen como radiografías, gammagrafía, tomografía computarizada y resonancia magnética. Estos procedimientos, aunque fundamentales para una evaluación precisa, pueden resultar prolongados y costosos. 
Durante la valoración inicial en el departamento de emergencias se realiza un cribado minucioso para identificar síntomas como dolor, fiebre, sudoración nocturna, pérdida de peso e ingesta de lácteos sin pasteurizar que podrían sugerir la presencia de Brucella melitensis. Se ha observado que el cuadro clínico puede ser confuso; por ejemplo en un caso donde un paciente fue inicialmente tratado por linfoma debido a síntomas y hallazgos radiológicos similares pero finalmente se diagnosticó con osteomielitis vertebral causada por Bartonella henselae. 

## Tratamiento
Para tratar un síndrome de destrucción vertebral, es necesario tener una buena anamnesis, así como una semiología del dolor, para poder identificar la etiología del síndrome, ya sea infecciosa, metabólica o tumoral.
Además, se deben de tener estudios de imagen, en donde se ubiquen las vértebras que resultaron afectadas, fragmentación del cuerpo vertebral, invasión discal, ubicación del tumor (en caso de que esa sea la etiología). Así mismo, se deben realizar estudios para clínicos, en los cuales incluimos biometría hemática, Western Blot, PCR, procalcitonina, Rosa Bengala, proteína de Bence-Jones, biopsia y densitometría ósea.

### Etiología Infecciosa
Es importante pensar en una osteomielitis vertebral. Si este es el caso, dependerá del acceso que tenga el paciente, si tiene la oportunidad de realizar una cirugía, está se realizará y se tratará con fármacos, en caso de no contar con la cirugía, se hará us solamente de tratamiento farmacológico. En caso de tener hemocultivo negativo, se realizará una biopsia vertebral percutánea.
Los criterios para la cirugía son los siguientes:
- Déficit neurológico.[3]
- Dolor persistente.[3]
- Hemocultivos, estudios serológicos y biopsia percutánea negativos.[3]
- Deformidad en cifosis en columna cervical , torácica o toracolumbar.[3]
- Inestabilidad.[3]

Brucelosis
- Hemocultivo positivo para Brucella.[3]

Tuberculosis
- Tinción o PCR positivo para Mycobacterium Tuberculosis.[10]
- Velocidad de sedimentación globular (VSG) elevada, sospechar de tuberculosis.[10]

Tratarse con quimioterapia antituberculosa (QTAT).
Iniciar antibioticoterapia específica.

### Etiología Metabólica
Tanto la osteoporosis, osteomalacia y enfermedad de Paget, están incluidas en este síndrome, pero la osteoporosis es la más común. 
La osteoporosis se caracteriza por presentar una densidad ósea menor, además de deterioro micro arquitectónico del hueso. Se relacionan con riesgo de fractura relacionada con osteoporosis: baja densidad mineral ósea, fracturas previas debido a fragilidad, edad avanzada, antecedentes familiares de osteoporosis.
El tratamiento farmacológico de primera línea es:
- Bifosfonatos (alendronato, risedronato), raloxifeno y calcitonina.[12]

Se debe de realizar cirugía cuando existe inestabilidad en la columna.

### Etiología Tumoral
Algunas de las etiologías tumorales más frecuentes que afectan a la columna vertebral son el mieloma múltiple, el plasmocitoma y las metástasis provenientes del pulmón, la próstata, la mama y el riñón, las cuales representan aproximadamente el 95% de todas las lesiones tumorales de la columna vertebral. Es importante destacar que la quimioterapia tiene un uso limitado en casos de metástasis vertebrales debido a su eficacia variable y a los posibles efectos secundarios.
El déficit neurológico y la inestabilidad de la columna son criterios cruciales para determinar la necesidad de cirugía, ya que indican la urgencia de intervención para prevenir daños adicionales.
Por lo tanto, la combinación de radioterapia con cirugía de resección tumoral se ha consolidado como uno de los enfoques terapéuticos más efectivos en la actualidad, con altas tasas de éxito.Este tratamiento busca no solo eliminar el tumor, sino también preservar la función neurológica y estabilizar la columna vertebral, lo que contribuye significativamente a mejorar la calidad de vida a largo plazo de los pacientes.

## Pronóstico
La recuperación neurológica en el sitio de la lesión se basa fundamentalmente en la capacidad de regeneración de las neuronas que han sufrido daños parciales y en su potencial para establecer nuevas conexiones sinápticas.
En contraste, la disfunción neurológica subyacente al nivel de la lesión generalmente indica un pronóstico desfavorable. Sin embargo, las perspectivas de recuperación fluctúan en función del grado inicial de afectación, categorizado según la escala de la American Spinal Injury Association (ASIA).
En el caso de lesiones, los estudios indican que aproximadamente el 31% de los pacientes clasificados inicialmente en el grado B de ASIA logran progresar hasta el grado D. Este índice mejora significativamente en los pacientes con lesiones de grado C, donde alrededor del 65% alcanza esta mejora. Durante la fase aguda post-lesión, las complicaciones más críticas incluyen úlceras por presión, particularmente en la zona sacra, siendo esta la complicación predominante. Las complicaciones respiratorias como neumonías y atelectasias representan la segunda causa más común de complicaciones, afectando al 13% de los casos, mientras que la trombosis venosa profunda ocurre en un 10%, con un 3% de los pacientes experimentando tromboembolismo pulmonar.
La esperanza de vida para un paciente de 20 años diagnosticado con Síndrome de Destrucción Vertebral es aproximadamente de 33 años, aumentando a 44 años en caso de que no se presente alguno de las complicaciones respiratorias ya mencionadas.